# Topalu, Constanța
Topalu (în turcă Topal) este satul de reședință al comunei cu același nume din județul Constanța, Dobrogea, România.

## Generalități
Se află în partea de vest a județului, pe malul stâng al brațului Ostrov al Dunării. Cel mai apropiat oraș este Hârșova (la 20 km). Reședința de județ, municipiul Constanța, se află la 80 km. Satul a fost întemeiat de emigranți români refugiați din Bugeac sau din podișul Transilvaniei. Ei au fost împroprietăriți cu pământ și s-au ocupat în special cu creșterea oilor. Toponimul Topalu este de origine turcă, fiind numele unui turc care a murit eroic în anul 1877, în Războiul de Independență (1877-1878), cuvântul “topal” însemnând "șchiop". La recensământul din 2002 avea o populație de 1825 locuitori.

## Cultură
Satul găzduiește cel mai valoros muzeu rural din Romȃnia (Muzeul de Artă „Dinu și Sevasta Vintilă”), donat statului romȃn în anul 1960 de dr.Dinu Gheorghe Vintilă (1898-1978). In muzeu se găsesc lucrări de artă ale unor însemnați artiști, ca: Ioan Andreescu, Octav Băncilă, Nicolae Grigorescu, Ștefan Luchian, Gheorghe Petrașcu, Nicolae Tonitza, Alexandru Ciucurencu, Dimitrie Paciurea, Cornel Medrea, Oscar Han, Theodor Aman, Corneliu Baba, Nicolae Dărăscu etc. 
Muzeul poartă numele părinților donatorului (Dinu și Sevasta Vintilă), primii învățatori din sat, cuprinde 228 lucrări de pictură, sculptură și grafică, fiind organizat în casa familiei Vintilă din Topalu (nr.328). Valoarea operelor de artă din muzeu este de cca 5 milioane euro.
Dr.Dinu Gheorghe Vintilă este înmormȃntat în curtea muzeului, casa lui natală. Lȃngă mormȃnt se află un bust din bronz al său, executat de sculptorul Oscar Han.

## Galerie de imagini

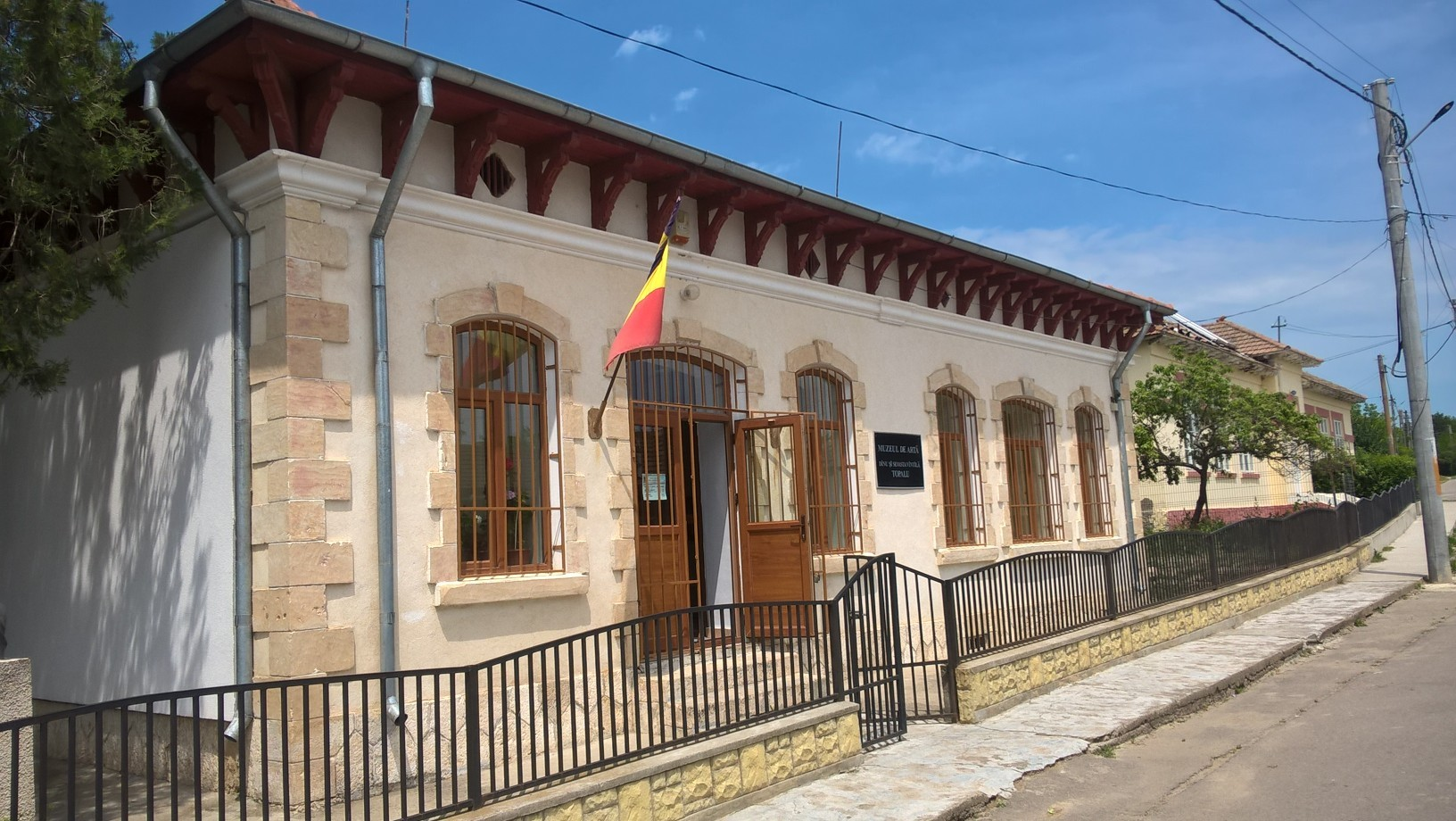
Muzeul de Artă „Dinu și Sevasta Vintilă” (Topalu nr.328)
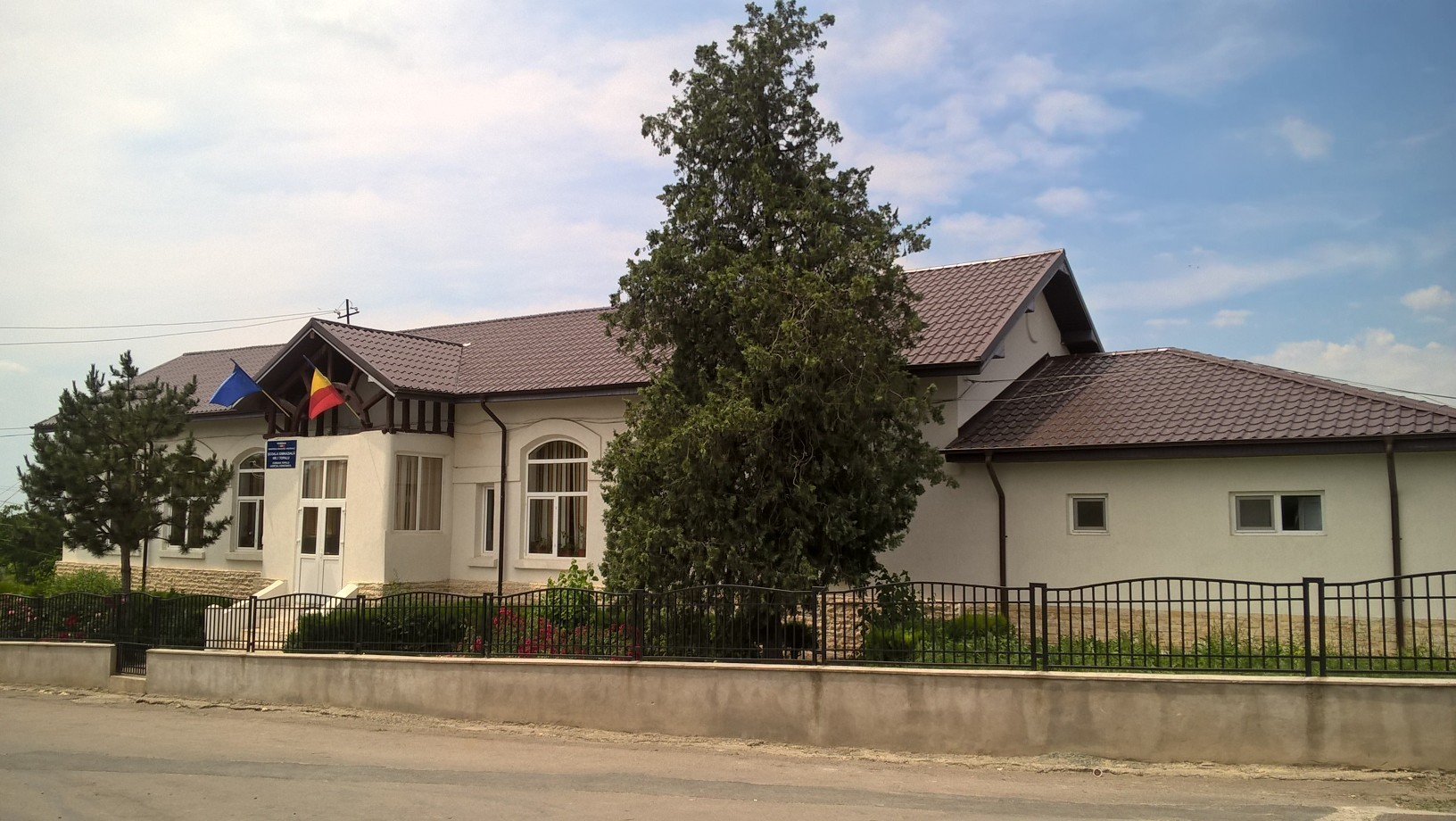
Şcoala Generală (clase I-VIII)
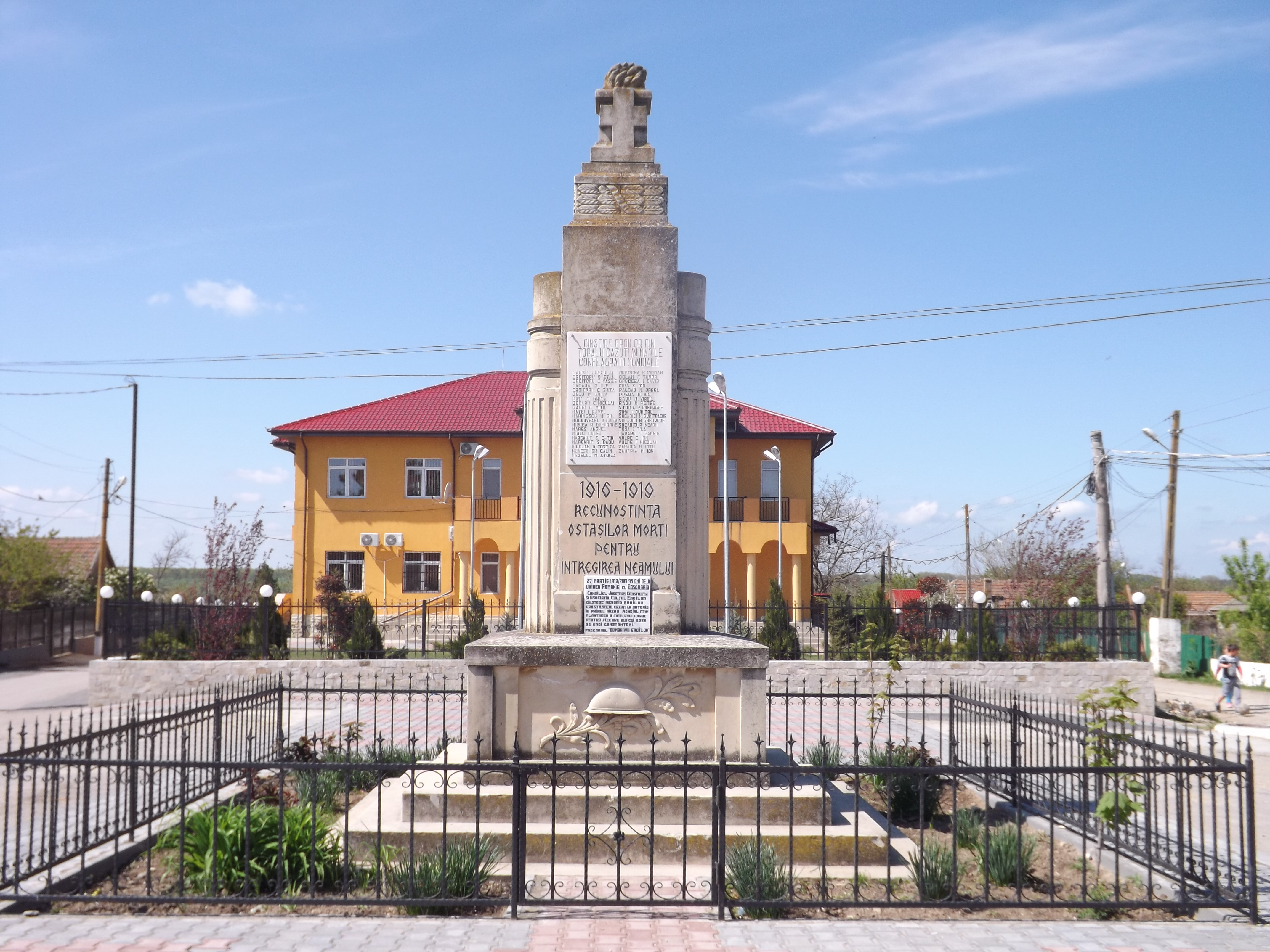
Monumentul Eroilor din primul război mondial